# فالز سیتی (اورگن)
فالز سیتی (به انگلیسی: Falls City) شهری در شهرستان پولک ایالت اورگن است و در سرشماری سال ۲۰۱۱ میلادی، ۹۴۷ نفر جمعیت داشته که نسبت به سال ۲۰۱۰، −۰٫۲۱ درصد رشد جمعیت داشته‌است.